# Dans
Dans er en rytmisk, bevidst og behagelig bevægelse af hele kroppen, oftest til musik, og defineres også som scenekunst når der danses foran et publikum. Udover ren fysisk fornøjelse oplevet af den dansende person, har dans også symbolsk og æstetisk værdi. Dans kan derfor også betegnes som en bevægelse af menneskekroppen med æstetisk formål.
Mange kulturer har i løbet af historien udviklet deres særprægede danse og dansestile, som kan studeres  ved deres koreografi, antal af trin, oprindelse osv. 
De tidligste danseformer eksisterer stadig som stammedanse eller folkedans, der tjener som en fælles kulturarv. 

## Dansens udbredelse
Dansen kom fra Frankrig. Af Sturlungasagaen fremgår, at den nåede Island tidligt i 1100-tallet. Den vakte en del forargelse, og i Danmark så biskop Absalon sig nødt til at forbyde munkene at danse runddans med besøgende frænder ved de store kirkehøjtider. Folkeviserne kunne have mere end 40 vers, så den ledsagende dans varede længe.

### Pardans

#### Renæssancen
Saxo omtaler ingen dansen under blodgildet i Roskilde; men 100 år senere kunne man ikke tænke sig en hoffest uden dans, så i Rydårbogen står, at kong Svend slog Knud ihjel "den tid, som folk dansede i kongsgården". Det var ringdans og kædedans til folkeviser, som da kom på mode; men ved reformationen dukkede pardansen op i Tyskland, og var kendt i Ditmarsken før 1559. Danske adelsmænd opdagede pardansen under besøg i Tyskland, såsom ved hertugen af Mecklenburgs bryllup med en dansk prinsesse, hvor den danske sendemand blev så fornærmet over at være gået glip af "fordansen" med bruden, at han forlod selskabet. I 1580'erne havde pardansen vundet indpas i borgerskabet i København og Lund. Den faldt i to dele: Først en "fordans", hvor et enkelt par cirklede på dansegulvet; derefter en fællesdans, hvor alle par dansede med.
Pardansen blev forsøgt reguleret i gilder og laug. Man var opmærksom på, at pardans kan blive noget voldsom. Hvessinge gildeskrå fra 1580 formaner om, "at I ikke kryster pigerne for hårdt, eller tager for dybt under pigernes forklæder." Her har man nok danset ved at svinge rundt, holdende hinanden om livet ("omsvingsdans"). I 1582 forholder Det danske kompagni i København sin medlemmer, at valgte "fordanseren" en "ærlig dannekvinde" som partner, skulle de efterfølgende dansende gøre ligeså. Men valgte "fordanseren" en pige, skulle alle danse med pigerne. Undlod man det, var bøden 4 skilling. Og blev "fordansen" ført med thordiszeller (fakler), skulle ingen kvinde vælges som dansepartner, før "fordanseren" havde valgt sin. St. Knuds gilde i Lund formaner i 1586 derfor sine medlemmer om, at den, som danser uforsigtigt med en kvinde og "svinger hende uskikkelige", skal bøde 4 skilling. Fra 1500-tallet kendes dødsfald efter dans, og man fæstede sig ved den uskikken med at kvinder, der sad inderst ved bordet, sprang over bordet for hurtigere at komme med i dansen. Ved kgl. reces af 1586 blev dans derfor forbudt under måltiderne.
Skikken med "fordans" har holdt sig ind i nyere tid ved bryllupper, hvor bruden dansede første dans med den fornemste i selskabet, ofte præst eller køgemester eller sin far; bagefter med brudgommen; senere ofte med alle gæsterne. "Polskdans" (kendt i Tyskland fra 1540) nævnes i Danmark første gang i 1647, da Fyns biskop ved sine to sønners bryllup på Odense Rådhus dansede "polskdans" som "fordans" med sine svigerdøtre. "Polskdans" holdt sig længst på Fanø. Parret, der havde "fordans" og altså betalte for musikken, dansede først alene på gulvet et stykke tid, før de andre kom med. "Fakkeldans", altså "fordans" med tændte fakler, kendes fra den udvalgte prins Christians bryllup i 1634 ("det store bilager") og var da akkompagneret af trompeter og pauker, som var forbeholdt konger og fyrster. Almuen måtte nøjes med akkompagnement af giger og andre strengeinstrumenter. Åben ild og dans var ellers ingen god kombination. I Odense smedesvendes skrå siges i 1452, at den, der kaster en anden på ilden i dans, skal bøde en tønde øl og to mark voks. Olaus Magnus har berettet, at mænd en gang dansede ringdans om et bål så hurtigt og voldsomt, at kæden brast, og den sidste fór ind i ilden.

#### Nyere tid
I 1800-tallet var vals en populær pardans, og i starten en kilde til stor forargelse. I begyndelsen af 1900-tallet kom flere nye danse til Europa, som tangoen fra Argentina og foxtrotten fra USA, og på det tidspunkt begyndte man blandt danselærere i England så småt at indføre en standardisering af dansene. I 1920'erne kom swing-musikken ind i billedet, ligeledes fra USA og med den kom f.eks. charleston som gik ret hurtigt af mode, men som i stedet sammen med foxtrot gav ophav til quickstep. Der blev oprettet danseskoler og arrangeret danseturneringer med mesterskaber osv. til følge.
De latinamerikanske danse som samba og mambo dukkede op i 1930'erne og i 1940'erne kom en boogie-woogie-bølge med danse som jitterbug og jive og den stil blev ført videre i 1950'erne med rock'n'roll og twist.
I nyere tid, med indtoget af individualismen, og med fremkomsten af dansemusik som beatmusik, disco og funk, kan der danses uden en partner eller gruppe.

## Danse

### Standard konkurrencedanse (ballroom)
- Foxtrot
- Quickstep
- Engelsk vals
- Polka
- Slowfoxtrot
- Tango
- Vals
- Wienervals

### Latinamerikanske konkurrencedanse (Ballroom)
- Cha Cha Cha
- Jive
- Pasodoble
- Rumba
- Mambo
- Salsa
- Samba
- Merengue
- Bachata

### Latinamerikanske Sociale danse
- Salsa
- Son
- Cha Cha Cha
- Mambo
- Rumba
- Merengue
- Bachata
- Tango
- Zouk
- Samba

### Swing
- Balboa
- Charleston
- Jitterbug
- Lindy Hop – den originale Jitterbug
- Boogie-woogie
- Jazz
- Rock'n'Roll

### Folkedans
- Folkedans
- Irsk stepdans
- Reel
- Irsk dans

### Country Dance
- Clogging
- Line dance
- Square dance

### Arabisk
- Mavedans

### Historiske
- Lancier

### Andre
- Ballet
- Breakdance
- Cancan
- Disco
- Discofox
- Flamenco
- Jenka
- Lambada
- Stepdans
- Striptease
- musical
- showdance
- Hip hop
- Jumpstyle
- Shimmy
- Stomp
- Highend